# Фицалович, Христина Павловна
Фицалович Кристина Павловна (1 июня 1938 года, Калуш — 18 августа 2020) — народная артистка Украины, профессор кафедры сценического искусства и хореографии Учебно-научного института искусств Прикарпатского национального университета имени Василия Стефаника.

## Биография
Родилась Кристина Павловна Фицалович 1 июня 1938 года в городе Калуше, Ивано-Франковской области. С 1945 по 1955 учится в средней школе № 1 города Калуша. В школе участвовала в художественной самодеятельности, пола в хоре и в вокальных ансамблях. Ещё в школьные годы получила песенную роль — образ Наташи в пьесе Ивана Котляревского «Наталка Полтавка».
В 1955 году Кристину пригласили для кинопроб для студии Александра Довженко «Долина синих скал», но из недостатка актёрского опыта, пробы она не прошла.
После окончания школы артистка подавала документы в Станиславский (Ивано-Франковский) медицинский институт, но поступила в музыкальное училище.
В 1960 году Кристина Фицалович получила назначение на работу в областную филармонию на должность солистки-вокалистки. В филармонии поет разножанровые произведения: классические арии и романсы, народные, лирические и шуточные современные песни. Кроме того пробует себя в эстрадном профиле — становится солисткой вокального ансамбля, с которым гастролирует по городам республик Средней Азии (Казахстан, Узбекистан, Кыргызстан, Таджикистан). Также Кристина часто ездит на гастроли в города Российской СССР с Гуцульским ансамблем. Именно в Ивано-Франковской филармонии, на одном из концертов её замечает главный режиссёр областного театра Евгений Аристархович Гречук. Он приглашает её на роль Любаши в оперетте «Севастопольский вальс». С 1963 года начался новый творческий театральный этап жизни Кристины Фицалович. Кристине Фицалович присвоили почетное звание народной артистки Украинской ССР 27 января 1984 года.

## Роли
- «Цирк зажигает огни» Ю. Милютин, Я Зискинд — Глория, 1963
- «Поцелуй Чаниты» — Анжела, 1963
- «Тарас Бульба» Н.Гоголь — Фатьма, 1963
- «В воскресенье рано зелье копала» — Мавра, 1988
- «Каменная душа» Ивана Франко — Маруся-поповна, 1964
- «Испанцы» — Эмилия, 1965
- "Наталка Полтавка — Наташа, 1966
- «Цыганка Аза» — Аза, 1966
- «Инга должна жить» — Инга, 1967
- «Ой, не ходи, Грицю» М. Старицкий — Галина, 1967
- «Полярная звезда» — Инка, 1968
- «Не освященная любовь» — Маруся, 1968
- «Хоть с моста да и воду» — Зизи, 1968
- «Майская ночь» — Галя, 1968
- «Под каштанами Праги» — Божена, 1969
- «Екатерина» Т.Шевченко — Катерина, 1969
- «Бравый солдат Швейк» 1969
- «Горная баллада» — Галя, 1969
- «Месть» — Грушенька, 1970
- «Женский бунт» — Настя, 1970
- «Где опилки шелестел» — Ярина, 1970
- «Солдатская вдова» — Марийка, 1971
- «Летучая мышь» Й. Штраус — Розалинда, 1972
- «Роксолана» — Роксолана, 1972
- «Несчастная» — София, 1973
- «Вива, Куба» — Росита, 1974
- «Для домашнего очага» И. Франко — Анеля, 1974
- «Роз-Мари» — Роз-Мари, 1975
- «Свадьба в Малиновке» — София, 1977
- «Дело Виктора Руденко» — Екатерина Захаровна, 1978
- «Даниил Галицкий» — Княгиня Анна, 1978
- «Денис Сичинский» — Марта, 1980
- «Запорожец за Дунаем» — Одарка, 1982
- «Стена» Ю. Щербак — Княгина Вавара, 1985
- «Роза ветров» В. Луковский — Лиза, 1988
- «Цыганский барон» Й. Штраус — Чіпра, 1989
- «Шрамы на скале» Г. Иванычук — Ольга Хоружинская, 1990
- «Гетман Дорошенко» Л. Черняховская-Старицкая — Мать Украина, 1991
- «Путь в бессмертие» по Т.Шевченко — Екатерина, 1992
- «Голодомор 1933 года» за. Маником — Марфа, 1993
- «Иконостас Украины» В. Волк — Княгиня Ольга, 1994